# David Blatt
David Michael Blatt (in ebraico דיוויד בלאט‎?; Boston, 22 maggio 1959) è un ex cestista e allenatore di pallacanestro statunitense naturalizzato israeliano.

## Carriera
Frequentò la Princeton University dal 1977 al 1981, facendosi apprezzare negli anni del college come buon giocatore di pallacanestro.
In seguito, fu professionista in Israele per 11 anni, prima col Maccabi Haifa, poi con l'Elitzur Natanya, l'Hapoel Galil Elyon, l'Hapoel Gerusalemme ed infine l'Hapoel Naharya.
Dopo essersi ritirato dall'agonismo, David Blatt passò alla panchina come assistente del Galyl Elyon, ma subito dopo ne diventa il capoallenatore.
Dal 1996 viene regolarmente chiamato anche per le squadre nazionali israeliane, prima con il settore giovanile poi anche con quello senior.
Nel 2000 avviene la consacrazione: nominato vice di Pini Gershon al Maccabi Tel Aviv, ossia in una delle squadre di basket più forti al di fuori dell'NBA e per due anni (2001-2003) ne è stato perfino head coach.
Nel 2003-04, ritorna ad essere il vice di Gershon e con lui conquista l'Eurolega ai danni della Fortitudo Bologna.
Nel 2004-05 fa la sua prima esperienza fuori da Israele allenando la Dinamo San Pietroburgo, squadra russa.
Passa quindi alla Benetton Treviso dove vince un campionato nella stagione 2005-06, la Supercoppa Italiana e la Coppa Italia in quella successiva.
Il 9 giugno 2007 David Blatt lascia la panchina della Benetton Treviso, per allenare l'Efes Pilsen.
Dopo solo un anno in Turchia, si trasferisce alla Dinamo Mosca. Nel gennaio 2010 viene ufficializzato alla guida dell'Aris Salonicco, dove rimane per pochi mesi, prima di far ritorno al Maccabi Tel Aviv.
Il 20 giugno 2014, dopo aver vinto abbastanza a sorpresa l'Eurolega col Maccabi Tel Aviv, viene nominato allenatore dei Cleveland Cavaliers.
Al primo anno da allenatore NBA raggiunge le finali con i Cavs, che si laureano campioni della Eastern Conference, però perdendo la serie 4-2 contro i Golden State Warriors. Il 23 gennaio 2016 durante la sua seconda stagione in NBA viene licenziato dai Cavaliers nonostante il primo posto occupato nella Eastern Conference con il record di 30-11.. Fatale e decisiva la sconfitta con 34 punti di scarto contro i Golden State Warriors.
Il 27 giugno 2018 firma un contratto biennale con l'Olympiakos.

## Palmarès

### Allenatore

#### Club
- Campionato italiano: 1

Pall. Treviso: 2006
- Coppa Italia: 1

Pall. Treviso: 2007
- Campionato israeliano: 5

Maccabi Tel Aviv: 2001-02, 2002-03, 2010-11, 2011-12, 2013-14
- Coppa di Israele: 6

Maccabi Tel Aviv: 2001-02, 2002-03, 2010-11, 2011-12, 2012-13, 2013-14
- Coppa di Lega israeliana: 4

Maccabi Tel Aviv: 2010, 2011, 2012, 2013
- Lega Adriatica: 1

Maccabi Tel Aviv: 2012
- Eurolega: 1

Maccabi Tel Aviv: 2014
- Eurocup: 1

Darüşşafaka: 2017-18
- FIBA Europe League: 1

Dinamo San Pietroburgo: 2005

#### Nazionale
- Campionati europei maschili: 1

Russia: 2007

#### Individuale
- Miglior allenatore della Ligat ha'Al: 4

Hapoel Galil Elyon: 1995-96
Maccabi Tel Aviv: 2001-02, 2010-11,  2013-14
- Aleksandr Gomel'skij Coach of the Year: 1

Maccabi Tel Aviv: 2013-14

## Vita privata
Nel 2019, tramite un comunicato sul sito dell'Olympiakos di Atene, ha annunciato di essere affetto da una forma primitivamente progressiva di sclerosi multipla (PPMS, primary progressive multiple sclerosis).